# Linia kolejowa Dijon – Is-sur-Tille
Linia kolejowa Dijon – Is-sur-Tille – linia kolejowa we Francji, łącząca Dijon z Is-sur-Tille. Jest częścią linii kolejowej Luksemburg - Dijon. Jest ważną linią kolejową w zakresie przewozów towarów jak, również w ruchu pasażerskim pomiędzy Burgundią i Lotaryngią.
Linia została oddana do użytku w 1872 roku.